# Arachosia bifasciata
Arachosia bifasciata är en spindelart som först beskrevs av Cândido Firmino de Mello-Leitão 1922. 
Arachosia bifasciata ingår i släktet Arachosia och familjen spökspindlar. Inga underarter finns listade i Catalogue of Life.